# غار آقجلو (۲)
غار آقجلو (۲) مربوط به دوران فرادیرینه‌سنگی است و در شهرستان شیراز، بخش زرقان، دهستان رحمت آباد، ۱/۵ کیلومتری شمال غرب روستای آقجلو واقع شده و این اثر در تاریخ ۳۰ بهمن ۱۳۸۶ با شمارهٔ ثبت ۲۰۸۷۴ به‌عنوان یکی از آثار ملی ایران به ثبت رسیده است.